# Neobisium ressli
Neobisium ressli är en spindeldjursart som beskrevs av Beier 1965. Neobisium ressli ingår i släktet Neobisium och familjen helplåtklokrypare. Inga underarter finns listade i Catalogue of Life.